# Survivor Series (2001)
Survivor Series (2001) — пятнадцатое в истории PPV-шоу Survivor Series, производства американского рестлинг-промоушна World Wrestling Federation (WWF). Шоу прошло 18 ноября 2001 года в «Комплекс Гринсборо Колизеум» в Гринсборо, Северная Каролина, США.
Это событие ознаменовало окончание сюжета «Вторжение», который доминировал в сюжетных линиях WWF с марта, когда Винс Макмэн приобрел World Championship Wrestling (WCW) и Extreme Championship Wrestling (ECW). 
В главном событии, Команда WWF (Скала, Крис Джерико, Кейн, Гробовщик и Биг Шоу) победили команду Альянса (Стив Остин, Курт Энгл, Роб Ван Дам, Букер Ти и Шейн Макмэн) после того, когда Энгл ударил титулом Остина, предав команду. В других матчах, Тест выиграл Королевскую Битву, где победитель не может быть уволенным на год.

## Предыстория
В эпизоде Raw от 22 октября 2001 года Винс и Линда Макмэн бросили вызов Шейну и Стефани Макмэн в матче «Победитель получает всё», чтобы определить судьбу обеих компаний, в котором победитель продолжит свою деятельность, а проигравшая сторона будет вынуждена расформироваться. Однако Винсу Макмэну пришлось иметь дело с многочисленными перебежками на сторону «Альянса», включая Курта Энгла, а также с обострившейся враждой между двумя крупнейшими звездами WWF, Скалой и Крисом Джерико, из-за титула чемпиона WCW. Винс начал распространять слухи о том, что в Альянсе есть «крот». На одном из эпизодов SmackDown! перед Survivor Series Стив Остин остался последним человеком после того, как обе фракции атаковали друг друга на ринге. После этого Винс появился на входной рампе и улыбнулся Остину, поддразнивая его, что Остин будет «кротом».

## Результаты
| #                                                                    | Матч | Тип матча                                                                                           | Время |
| -------------------------------------------------------------------- | --- | --------------------------------------------------------------------------------------------------- | ----- |
| 1H                                                                   | Джастин Кредибл, Лэнс Шторм и Ворон (Альянс) победили Альберта, Скотти 2 Хотти и Спайка Дадли (WWF)                                                                                   | Командный матч шести человек                                                                        | 5:20  |
| 2                                                                    | Кристиан (с) (Альянс) победил Эла Сноу (WWF) | Одиночный матч за титул чемпиона Европы WWF                                                         | 6:30  |
| 3                                                                    | Уильям Ригал (Альянс) победил Таджири (с Торри Уилсон) (WWF) | Одиночный матч                                                                                      | 2:59  |
| 4                                                                    | Эдж (чемпион Соединённых Штатов) (WWF) победил Теста (интерконтинентальный чемпион) (Альянс)                                                                                          | Объединительный матч за титулы чемпиона Соединённых Штатов WCW и интерконтинентального чемпиона WWF | 11:19 |
| 5                                                                    | «Братья Дадли» (Бубба Рэй Дадли и Ди-Вон Дадли) (командные чемпион WCW) (со Стейси Киблер) (Альянс) победили «Братьев Харди» (Джефф Харди и Мэтт Харди) (командные чемпион WWF) (WWF) | Объединительный матч в стальной клетке за титулы командных чемпионов WCW и WWF                      | 15:44 |
| 6                                                                    | Тест (Альянс) победил в матче Battle Royal, последним устранив Билли Ганна (WWF) | Матч Battle Royal за иммунитет                                                                      | 7:37  |
| 7                                                                    | Триш Стратус (WWF) победила Айвори (Альянс), Джазз (Альянс), Жаклин (WWF), Литу (WWF) и Могучую Молли (Альянс)                                                                        | Матч шестерых за вакантный титул чемпиона WWF среди женщин                                          | 4:23  |
| 8                                                                    | Команда WWF (Скала, Крис Джерико, Гробовщик, Кейн и Биг Шоу) победила «Альянс» (Стив Остин, Курт Энгл, Роб Ван Дам, Букер Ти и Шейн Макмэн)                                           | Матч Survivor Series на выбывание 5х5 «Победитель получает всё»                                     | 44:57 |
| H — означает матч на Sunday Night Heat (c) — чемпион на начало матча | | |       |

## Последствия
На следующий вечер в эфире Raw Винс Макмэн объявил, что титул чемпиона WCW, которым владел Скала, стал небрендированным в связи с распадом «Альянса» и будет называться просто титулом чемпиона мира. Нескольким членам «Альянса» было разрешено сохранить свои рабочие места, так как Кристиан, «Братья Дадли» и Роб Ван Дам после поражения «Альянса» были чемпионами. Кроме того, Стейси Киблер смогла остаться на работе благодаря своему статусу менеджера «Братьев Дадли», а Тест — после победы в матче за иммунитет. В тот вечер Макмэн также ввел печально известный «Клуб „Поцелуй меня в задницу“», где он заявил, что члену «Альянса» — в данном случае распорядителю «Альянса» Уильяму Ригалу — придется буквально целовать его задницу, чтобы сохранить свою работу.